# Saint Martin (Guernsey)
Saint Martin is een parish van het Britse kroondomein Guernsey.
Saint Martin telt 6267 inwoners. De oppervlakte bedraagt 7,3 km², de bevolkingsdichtheid is 858,5 inwoners per km².
Castel · Forest · Saint Andrew · Saint Martin · Saint Peter Port · Saint Pierre du Bois · Saint Sampson · Saint Saviour · Torteval · Vale

Afhankelijkheden: Alderney · Sark